# Free Weezy Album
Free Weezy Album è l'undicesimo album in studio del rapper statunitense Lil Wayne, pubblicato nel luglio 2015. L'album è stato reso disponibile esclusivamente su Tidal. È stato in seguito reso disponibile su tutte le piattaforme il 3 luglio 2020, in occasione del quinto anniversario dell'album.

## Tracce
1. Glory – 5:06
2. He's Dead – 4:31
3. I Feel Good – 3:10
4. My Heart Races On (feat. Jake Troth) – 3:48
5. London Roads – 3:55
6. I'm That Nigga (feat. HoodyBaby) – 3:44
7. Psycho (featuring Leah Hayes) – 4:04
8. Murda (feat. Cory Gunz, Capo & Junior Reid) – 3:49
9. Thinking Bout You – 4:03
10. Without You (feat. Bibi Bourelly) – 4:16
11. Post Bail Ballin' – 3:55
12. Pull Up (feat. Euro) – 4:15
13. Living Right (feat. Wiz Khalifa) – 5:01
14. White Girl (feat. Jeezy) – 4:43
15. Pick Up Your Heart – 6:10